# ColecoVision

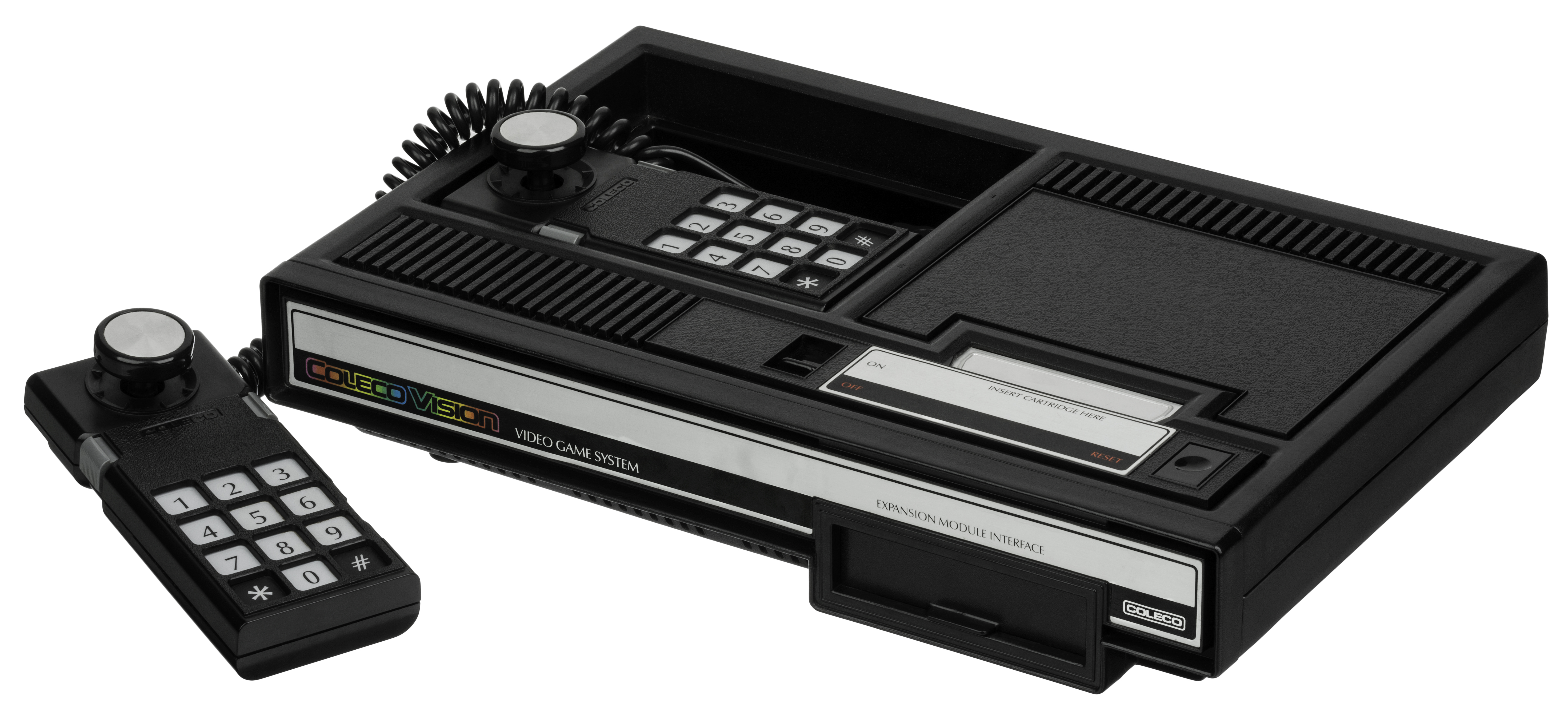
ColecoVision

ColecoVision是Coleco Industries的第二世代家用电子游戏机，1982年8月发行。ColecoVision提供近似街机质量的图形和游戏风格，这意味着发展了系统的基本硬件。随主机同时发行的有12款游戏，以及另外10部宣称在1982年发行的游戏。1982到1984年间为系统发行的ROM卡带一共有约145部游戏。River West Brands目前持有了ColecoVision这一品牌名。
IGN在2009年将ColecoVision列为25个最佳电子游戏机平台的第12名，称“它不可思议精确的将当世代街机推出到家庭”。

## 脚注
1. ↑  Forster, Winnie, , GAMEPLAN: 50, 2005, ISBN 3-00-015359-4
2. ↑   (PDF).   [2010-12-20]. （原始内容 (PDF)存档于2012-10-28）.
3. ↑  . IGN.   [2010-12-20]. （原始内容存档于2010-12-03）.